# 京畿之戰
京畿之戰，明朝崇祯二年（后金天聪三年，1629年）十月至崇祯三年（后金天聪四年，1630年）正月，明清战争己巳之变中，后金汗皇太极率军在明朝京师周边与明军进行的作战。是第一次清兵入塞，又称己巳之役。

## 過程
皇太极吸取进兵宁远（今辽宁兴城）、锦州兵败的教训，放弃强攻宁远、锦州坚城的战略，在1629年十月取道蒙古，兵分三路攻入长城，向京师顺天府进逼。蓟辽总督袁崇焕闻讯，先派总兵赵率教入山海关前去援救，自率部将祖大寿星夜千里入卫京师。十一月，后金军从遵化击败赵率教部，继而越过蓟州，再击败大同总兵满桂、宣府总兵侯世禄部，进抵通州城北扎营。明朝廷召前大学士孙承宗担任兵部尚书，视师通州。孙承宗向崇祯帝朱由检陈述方略，崇祯帝令其留京城，总督内外守御。袁崇焕率军至京师近郊，受令尽统各路援军。袁崇焕被崇祯帝召见时，以士马疲惫，请求入城或在城外休整，但被廷臣非议，被诬为拥兵坐视，想和与后金结城下之盟。后金军稍事休整，即逼近京师，在德胜门击败满桂、侯世禄部。十二月，袁崇焕部于广梁门外设伏，被后金军击败，被迫转移到城东南。后金军于是施反间计，诬陷袁崇焕“资敌私通”等，崇祯帝将其下狱，明军军心动摇。总兵祖大寿见袁崇焕下狱，率师一万五千人离京东返，后因孙承宗调度有方，才停兵待命。明军各路兵败，崇祯帝准备撤出京师，被朝臣劝阻。充任文武经略的尚书梁廷栋及满桂相继在西直门、安定门战败，满桂战死。明总兵马世龙受命指挥各路援兵，保卫京师。后金军见已经达到南下目的，于1630年正月连克通州、迁安、遵化、滦州诸镇北归。己巳之役历时两月余，明军损兵折将甚多，战斗力受到严重削弱。